# Hilda Crane
Hilda Crane is een Amerikaanse dramafilm uit 1956 in CinemaScope onder regie van Philip Dunne. De film, met Jean Simmons in de titelrol, is gebaseerd op het gelijknamig toneelstuk uit 1950 van Samson Raphaelson en werd destijds in Nederland uitgebracht onder de titel Hilda Crane ... ten voeten uit.

## Verhaal
Na vijf jaar als moderne zelfstandige vrouw te hebben doorgebracht in New York, keert Hilda Crane na twee scheidingen teleurgesteld terug naar haar dorp Winona. Hier wordt ze met weinig enthousiasme ontvangen door haar moeder Stella, die haar levensstijl afkeurt en vindt dat ze moet settelen met een man die voor haar zorgt. Wanneer ze een huwelijksaanzoek krijgt van haar oude vriend Russell Burns, die reeds fortuin heeft gemaakt in de bouw, zet Stella druk op haar om het aanzoek te accepteren.
Ondertussen komt Hilda weer in contact met haar oude professor Jacques De Lisle, met wie ze jaren terug een affaire had voordat ze hem verliet voor een voetballer. Jacques probeert weer met haar aan te pappen, maar Hilda maakt hem duidelijk haar losbandige verleden achter zich te hebben gelaten en oppert huwelijk boven seks. Nadat Jacques laat weten geen interesse te hebben in een huwelijk, accepteert ze enigszins teleurgesteld het huwelijksaanzoek van Russell.
Russels moeder, die op de hoogte is van haar losbandige verleden, is fel tegen Russels verloving met Hilda en veinst een hartaandoening om haar weg te schrikken. Hilda's vriendin Nell Bromley waarschuwt Hilda echter dat Russels moeder zeer manipulatief is en niet weg deinst van een leugen hier en daar. Mevrouw Burns informeert haar zoon over de schandalen waarin Hilda is betrokken geweest, maar hij laat zijn gevoelens voor haar hierdoor niet beïnvloeden. Op de dag van de bruiloft biedt mevrouw Burns vijftigduizend dollar aan Hilda om de stad te verlaten zonder Russell, maar zij weigert, waarop mevrouw Burns beweert een hartaanval te krijgen. Hilda negeert haar en snelt zich naar het altaar, maar dan blijkt dat mevrouw Burns deze keer niet heeft gelogen en is overleden aan een hartaanval. Daarop besluiten Hilda en Russell om de bruiloft af te lasten.
Vijf maanden later zijn Hilda en Russell nog steeds bij elkaar, maar communiceren nauwelijks met elkaar. Bovendien heeft Hilda een drankverslaving ontwikkeld. Als Russell op zakenreis gaat naar Denver, besluit Hilda om opnieuw af te spreken met Jacques, die recentelijk carrière heeft gemaakt als romanschrijver. Russell krijgt hier lucht van en valt Jacques aan. Hilda keert naar haar moeder voor steun, maar zij bekritiseert haar dochter voor haar losbandigheid, waarop ze een overdosis pillen neemt. Ze overleeft de zelfmoordpoging en besluit om weer terug te keren naar New York. Russell geeft haar moeder Stella de schuld voor Hilda's instabiele gedrag en verwijt haar ervan een slechte moeder te zijn geweest. Vlak voordat Hilda het dorp verlaat, herenigt ze met Russell.

## Rolverdeling
| Acteur             | Personage            |
| ------------------ | -------------------- |
| Jean Simmons       | Hilda Crane          |
| Guy Madison        | Russell Burns        |
| Judith Evelyn      | Mevrouw Stella Crane |
| Evelyn Varden      | Mevrouw Burns        |
| Gregg Palmer       | Dink                 |
| Richard Garrick    | Dokter Francis       |
| Peggy Knudsen      | Nell Bromley         |
| Jean-Pierre Aumont | Jacques De Lisle     |

## Productie
In juli 1954 had filmproducent Charles K. Feldman de rechten van het toneelstuk gekocht, en plande om de film te produceren voor zijn eigen filmbedrijf, met Roy Huggins als scenarist en Jules Schermer als producent. In september 1955 verkocht hij de rechten door aan 20th Century Fox, die aanvankelijk Susan Hayward castte in de titelrol, voordat ze werd vervangen door Jean Simmons. De draaiperiode was van januari tot en met februari 1956.

## Ontvangst in de Nederlandse pers
De film kreeg wisselvallige kritieken van de Nederlandse pers. De recensent van De Telegraaf schreef dat de film "dan wel geen meesterwerk [is]; een zeer aanvaardbare film is het zeker". De criticus van De Waarheid sprak lovend over het acteerspel van Simmons: "Jean Simmons, die de titelrol speelde, deed dit op overtuigende manier. Ze is niet alleen mooi, ze gaf ook het nodige karakter aan deze Hilda Crane." De recensent van De Volkskrant schreef: "Dit gegeven is niet nieuw, evenmin als de onvermijdelijke driehoeksverhouding die dit menselijk drama beheerst. Maar een psychologische opbouw en een sterke regie zorgde voor een boeiende en overtuigende film."
De recensent van Het Parool was minder rooskleurig gestemd over de film en schreef dat de plotontwikkelingen "mij ijskoud hebben gelaten. Dit dan omdat de problemen van dit mevrouwtje allemaal even onwaarachtig en bedacht aandoen. [..] Hilda Crane hoort thuis in de categorie: films die men missen kan. Het enige lichtpunt is Jean Simmons. Zij doet vergeefs haar best, maar is ten minste aardig om te zien."